# شینسوکه شیوتانی
شینسوکه شیوتانی (انگلیسی: Shinsuke Shiotani؛ زادهٔ ۱۱ مهٔ ۱۹۷۰) بازیکن فوتبال اهل ژاپن است.
از باشگاه‌هایی که در آن بازی کرده‌است می‌توان به باشگاه فوتبال گامبا اوساکا اشاره کرد.